# بیوه (رمان)
بیوه‌ (انگلیسی: The Widow) یک رمان مهیج رمزآلود نوشتهٔ فیونا بارتون است که در سال ۲۰۱۶ منتشر شد و در لیست پرفروش‌ترین کتاب‌های سال قرار گرفت.